# Consiglio segreto (Svizzera)
Il Consiglio segreto (in tedesco: Geheimer Rat, in francese: Conseil secret) era un comitato ristretto dei Consigli documentato dal XV-XVI secolo nei cantoni urbani e più tardi anche nei cantoni rurali di Glarona, Appenzello Esterno, Appenzello Interno, Uri e Obvaldo.

## Struttura
Il Consiglio segreto, che le fonti indicavano in più modi, era composto dai Magistrati supremi del cantone (borgomastro, scoltetto, Landamano, maestro a capo delle corporazioni, alfiere, vessillifero, tesoriere) e da altri Consiglieri esperti di cose politiche, provenienti dalle regioni o dai comuni, e costituiva - in alcuni casi insieme con il Piccolo Consiglio - l'effettivo centro di potere governativo.
Inizialmente la composizione, le competenze, la durata del mandato, la periodicità delle sedute e l'autonomia nella stesura dei verbali di questo organismo ebbero un grado di istituzionalizzazione piuttosto ridotto, ma nel XVII e XVIII secolo esso assunse contorni più rigidi. In genere denominato Consiglio segreto, a Basilea si chiamava Consiglio dei Tredici (Dreizehnerrat) e a Friburgo Camera segreta (Geheime Kammer); i suoi membri erano detti in francese secrets e in tedesco Heimlicher. Quest'ultimo termine tuttavia poteva anche significare semplicemente Consigliere segreto, come succedeva a Berna. Nei cantoni rurali solo in pochi casi, fra cui Uri, il Consiglio segreto divenne permanente: solitamente veniva insediato in caso di necessità, come accadde a Glarona, o restava un'istituzione a tempo determinato, come accadde a Obvaldo e Appenzello Interno.
Specialmente in periodi di guerre e di crisi, ad esempio durante la Riforma e nella guerra dei Trent'anni, il Consiglio segreto trattava gli affari governativi urgenti (finanze, affari ecclesiastici, politica estera, difesa), affrontando tutte quelle questioni che richiedevano particolare discrezione, fra cui anche i conflitti tra famiglie al potere o tra autorità. Non doveva rispondere del suo operato né agli altri Consigli né ai comuni e prendeva importanti decisioni senza consultarli, in alcuni casi sulla scorta di ampi poteri straordinari conferitigli espressamente dai Consigli. In qualche occasione la sua condotta di governo segreta, accentratrice del potere e autoritaria suscitò opposizioni nel Gran Consiglio (a Basilea nel 1691), nel Landrat (a Appenzello Interno nel 1716-1717) o nelle campagne soggette (a Zurigo nel 1531-1532). Nei due casi di Appenzello e di Zurigo le resistenze sfociarono nella sua temporanea soppressione.
Nei principati, il Consiglio segreto era l'organismo consultivo più stretto del sovrano, e le proprie richieste spesso ne predeterminavano le decisioni. I suoi membri, nominati dal sovrano, erano i presidenti dei Consigli (Consiglio aulico, Camera delle finanze, Consiglio ecclesiastico) e altri funzionari principeschi di rango elevato, come camerlenghi, cancellieri, balivi, e nel principato vescovile basilese anche un rappresentante del capitolo cattedrale.